# Travis Childers

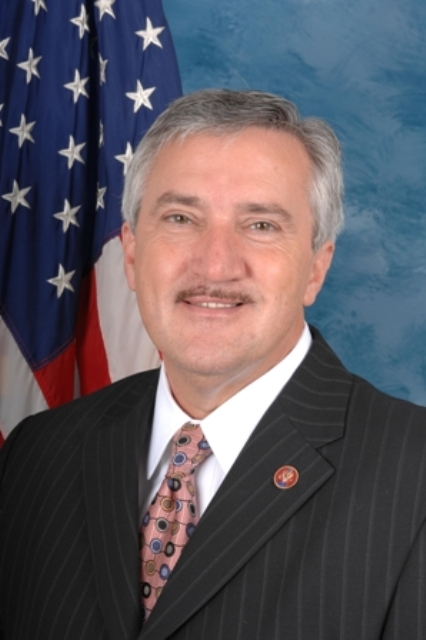
Travis Childers

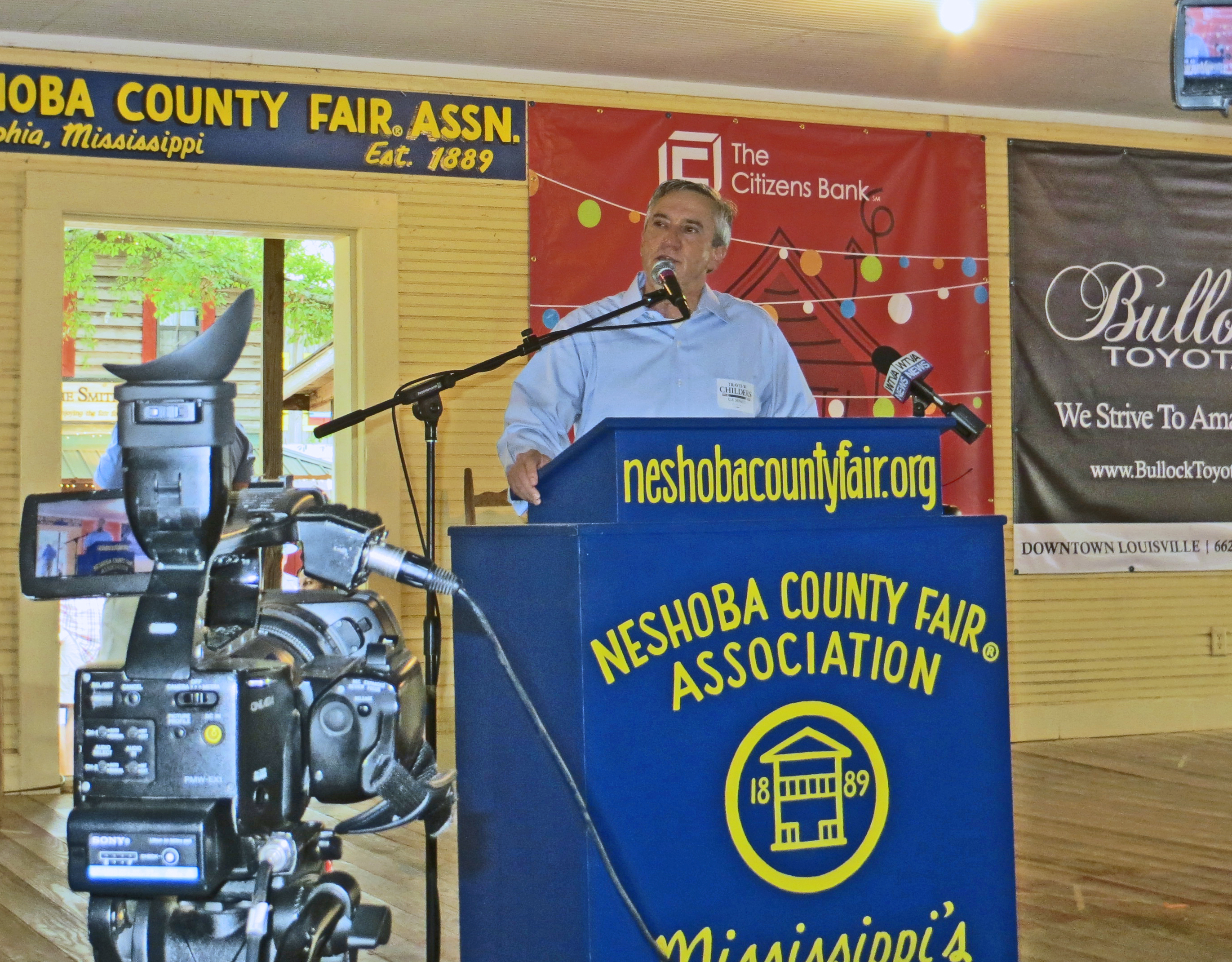
Travis Childers (2014)

Travis Wayne Childers (* 29. März 1958 in Booneville, Mississippi) ist ein US-amerikanischer Politiker. Von 2008 bis 2011 vertrat er den ersten Wahlbezirk des Bundesstaates Mississippi im US-Repräsentantenhaus.

## Werdegang
Travis Childers besuchte bis 1976 die Booneville High School und anschließend bis 1978 das North East Mississippi Junior College, ebenfalls in Booneville. Es folgte bis 1980 ein Studium an der University of Mississippi in Oxford. Danach arbeitete Childers in der Immobilienbranche.
Zwischen 1991 und 2008 war Childers administrativer Leiter des Kanzleigerichts (Chancery Clerk) im Prentiss County. Politisch wurde er Mitglied der Demokratischen Partei. Nachdem der Kongressabgeordnete Roger Wicker von Gouverneur Haley Barbour als Nachfolger von Trent Lott in den US-Senat berufen worden war, wurden für den April 2008 Neuwahlen für die Position des Kongressabgeordneten des ersten Wahlbezirks ausgeschrieben. Diese Wahlen gewann Childers nach einer Stichwahl gegen den Republikaner Greg Davis. Auch bei den regulären Wahlen des Jahres 2008 setzte sich Childers gegen Davis durch.
Vom 13. Mai 2008 bis 3. Januar 2011 vertrat er als Abgeordneter seines Wahlkreises dessen Interessen im Kongress. Er war zuletzt Mitglied im Landwirtschaftsausschuss und im Finanzausschuss sowie in jeweils zwei Unterausschüssen. Er galt auf bestimmten Gebieten als eher konservativ und war beispielsweise gegen eine Verschärfung des Waffenrechts sowie gegen Abtreibungen. Auf wirtschaftlichem Gebiet war er gegenüber den Positionen seiner Partei aufgeschlossener. Childers setzte sich für eine bessere Bildungspolitik und einen Truppenabzug aus dem Irak ein. Der Versuch der Wiederwahl scheiterte im Jahr 2010 gegen den Republikaner Alan Nunnelee. 2014 war Childers der demokratische Kandidat für den US-Senat, unterlag aber dem Amtsinhaber Thad Cochran.
Mit seiner Frau Tami hat Childers zwei Kinder. Privat lebt er in Booneville.